# Kévin das Neves
Kévin das Neves (Clermont-Ferrand, 8 mei 1986) is een Franse voetballer (verdediger) die sinds 2009 voor de Franse tweedeklasser US Boulogne uitkomt. Voordien speelde hij voor FC Nantes.
In 2007 speelde das Neves een wedstrijd voor de Franse U-21.